# Huugo Jalkanen
Hugo (Huugo) Felix Jalkanen, född 24 oktober 1888 i Koskis i Tavastehus län, död 22 juni 1969 i Helsingfors, var en finländsk författare.
Jalkanen blev filosofie magister 1914, Han medarbetade 1908–1958 som litteratur- och teaterkritiker i ett flertal tidningar samt var verksam inom Suomen kirjailijaliitto och Finlands dramatikerförbund. Han skrev lyrik (föregångare för den fria formen) och skådespel (bland annat Nuori Marius, 1920, och Verisynti, 1950) och utgav därtill essä- och kritiksamlingar. Han erhöll professors titel 1959. 
Han var gift med gymnastikläraren Hilma Jalkanen.